# El Cerrito kommun
El Cerrito är en kommun i Colombia.   Den ligger i departementet Valle del Cauca, i den centrala delen av landet, 250 km väster om huvudstaden Bogotá. Antalet invånare är 54 598. Arean är 466 kvadratkilometer.
Terrängen i El Cerrito är varierad.